# Healy Lake
Healy Lake és una concentració de població designada pel cens dels Estats Units a l'estat d'Alaska. Segons el cens del 2000 tenia 37 habitants.

## Demografia
Segons el cens del 2000, Healy Lake tenia 37 habitants, 13 habitatges, i 9 famílies La densitat de població era de 0,2 habitants/km².
Dels 13 habitatges en un 53,8% hi vivien nens de menys de 18 anys, en un 38,5% hi vivien parelles casades, en un 7,7% dones solteres, i en un 23,1% no eren unitats familiars. En el 15,4% dels habitatges hi vivien persones soles el 15,4% de les quals corresponia a persones de 65 anys o més que vivien soles. El nombre mitjà de persones vivint en cada habitatge era de 2,85 i el nombre mitjà de persones que vivien en cada família era de 3,1.
Per edats la població es repartia de la següent manera: un 35,1% tenia menys de 18 anys, un 10,8% entre 18 i 24, un 40,5% entre 25 i 44, un 13,5% de 45 a 60 i un 0% 65 anys o més.
L'edat mediana era de 26 anys. Per cada 100 dones hi havia 164,3 homes. Per cada 100 dones de 18 o més anys hi havia 200 homes.
La renda mediana per habitatge era de 51.250 $ i la renda mediana per família de 53.750 $. Els homes tenien una renda mediana de 25.417 $ mentre que les dones 38.750 $. La renda per capita de la població era de 18.127 $. Aproximadament el 12,5% de les famílies i el 9,1% de la població estaven per davall del llindar de pobresa.

## Poblacions més properes
El següent diagrama mostra les poblacions més properes.